# Dammtjärnen (Åsele socken, Lappland, 711428-157947)
Dammtjärnen är en sjö i Åsele kommun i Lappland och ingår i Ångermanälvens huvudavrinningsområde.